# Maurice Wilkes
Maurice Vincent Wilkes (Dudley, 26 giugno 1913 – Cambridge, 29 novembre 2010) è stato un informatico britannico, vincitore del Premio Turing nel 1967 per il progetto e la costruzione di EDSAC.
In particolare, un suo articolo del 1958, dal titolo "Microprogramming" ha contribuito notevolmente alla diffusione della microprogrammazione e ne costituisce un riferimento classico.